# Lagga landskommun
Lagga landskommun var en tidigare kommun i Stockholms län. 

## Administrativ historik
Landskommunen bildades 1863 ur Lagga socken i Långhundra härad i Uppland. Vid kommunreformen 1952 uppgick denna landskommun i Knivsta landskommun som 1971 uppgick i Uppsala kommun, men bröts ur därifrån 2003 och bildade då Knivsta kommun.